# Wise Disk Cleaner
Wise Disk Cleaner（ワイズ ディスク クリーナー）は、WiseCleaner.comによって開発された、潜在的な不要ファイル（使っていない壁紙ファイル、コンピュータ内で決して使うことがないようなファイル）を取り除くことができるユーティリティプログラムである。定期的に最適化を行うことにより、ハードディスクのパフォーマンスと健康状態を維持することができる。

## 概要
Wise Disk Cleaner は、 Internet Explorer、Firefox、Google Chrome、Safari、Windows Media Player、eMule、Microsoft Office、Adobe Acrobat、Adobe Flash Player、Sun Java、WinRAR、などのブラウザ履歴やクッキー、ごみ箱、メモリダンプ、ファイルの断片化、ログファイル、システムキャッシュ、アプリケーションデータ、オートコンプリートの入力履歴やその他データをクリーンアップできる。
「スリムダウンモード」は、より多くの、壁紙、サンプルビデオ、やその他Windowsの決して使うことのないようなファイルをクリーンアップできる。空きディスクのデフラグ機能も用意されている。定期的にデフラグを実施してメンテナンスを行うことで、ハードドライブを健康かつ最適なパフォーマンスを維持できる。

## 重要なレセプション[訳語疑問点]
CNETのエディタにより 4 / 5つ星の評価を与えられている。このソフトは、German Chip。やTechnet.microsoft.comのような国際的に評価されているサイトからも、高い評価や肯定的なレビューを受けている。